# Institut de langue russe Vinogradov
L'Institut de langue russe Vinogradov est une organisation savante de Russie située à Moscou, 18/2 rue Volkhonka. Elle dépend de l'académie des sciences de Russie. C'est l'organe officiel de régulation de la langue russe, comme l'était autrefois l'académie impériale de Russie fondée au XVIIIe siècle. En France, ce rôle est dévolu à l'académie française.
L'institut est fondé en 1944 et porte le nom de Victor Vinogradov (1895-1969), académicien, philosophe et linguiste. Son but est d'enrichir et de protéger la langue russe, d'améliorer les niveaux de langue - en particulier les innovations du discours oral - de codifier et de normaliser les règles et pratiques de la langue russe, par des dictionnaires, lexiques, grammaires, glossaires, livres de référence à propos de la culture du discours, etc.

## Programmes de base de l'institut
- L'institut met au point continuellement un « corpus national de langue russe » par électronique, à la fois base de référence et base d'information. Des textes russes sont mis en ligne. Il sert aux chercheurs pour leurs études concernant le lexique et la grammaire russes.
- L'institut édite une revue internationale La Langue russe à la lumière de la science, fondée pour coordonner les recherches concernant la langue russe contemporaine.
- L'institut édite un annuaire (ou dictionnaire) de la langue russe qui est consultable par les personnes privées et les organisations pour l'usage correct de la langue russe.
- L'institut édite également une revue scientifique de vulgarisation intitulée Le Discours russe, ainsi que des livres et manuels de vulgarisation scientifique, des dictionnaires, des encyclopédies, etc.